# Stati Uniti d'America ai Giochi della I Olimpiade
Gli Stati Uniti parteciparono alle I Olimpiadi moderne, svoltesi dal 6 al 15 aprile 1896 ad Atene. Furono la nazione che vinse il maggior numero di eventi della manifestazione, 11, conquistando il primo posto nel medagliere, superando la Grecia, ferma a 10 ori, ma con un totale di 26 medaglie in più rispetto agli statunitensi.
La maggior parte degli atleti degli Stati Uniti erano studenti dell'Università di Harvard o di Princeton, o membri della Boston Athletic Association. La squadra si allenò alla Pennington School, a Pennington, New Jersey.

## Medaglie

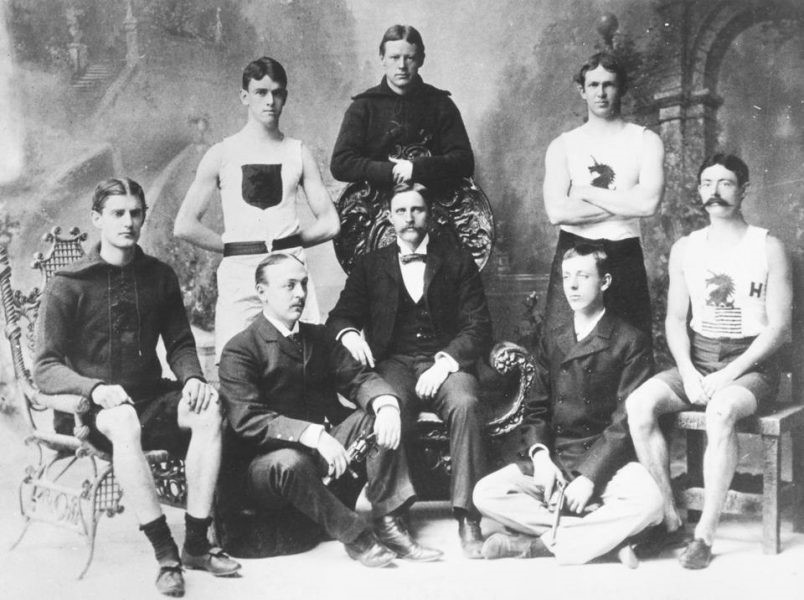
Alcuni membri della prima squadra olimpica statunitense nel 1896. In piedi: Tom Burke, Thomas P. Curtis, Ellery H. Clark. Seduti: Bill Hoyt, Sumner Paine, Trainer John Graham, John B. Paine, Arthur Blake

| Medaglia | Atleta          | Sport            | Specialità          |
| -------- | --------------- | ---------------- | ------------------- |
| Oro      | Tom Burke       | Atletica leggera | 100 metri piani     |
| Oro      | Thomas Curtis   | Atletica leggera | 110 metri ostacoli  |
| Oro      | Tom Burke       | Atletica leggera | 400 metri piani     |
| Oro      | Ellery Clark    | Atletica leggera | Salto in alto       |
| Oro      | Ellery Clark    | Atletica leggera | Salto in lungo      |
| Oro      | James Connolly  | Atletica leggera | Salto triplo        |
| Oro      | Bill Hoyt       | Atletica leggera | Salto con l'asta    |
| Oro      | Bob Garrett     | Atletica leggera | Lancio del disco    |
| Oro      | Bob Garrett     | Atletica leggera | Getto del peso      |
| Oro      | John Paine      | Tiro a segno     | Rivoltella militare |
| Oro      | Sumner Paine    | Tiro a segno     | Pistola libera      |
| Argento  | Herbert Jamison | Atletica leggera | 400 metri piani     |
| Argento  | Arthur Blake    | Atletica leggera | 1500 metri          |
| Argento  | James Connolly  | Atletica leggera | Salto in alto       |
| Argento  | Bob Garrett     | Atletica leggera | Salto in alto       |
| Argento  | Bob Garrett     | Atletica leggera | Salto in lungo      |
| Argento  | Albert Tyler    | Atletica leggera | Salto con l'asta    |
| Argento  | Sumner Paine    | Tiro a segno     | Rivoltella militare |
| Bronzo   | James Connolly  | Atletica leggera | Salto in lungo      |
| Bronzo   | Frank Lane      | Atletica leggera | 100 metri piani     |

## Risultati

### Atletica leggera

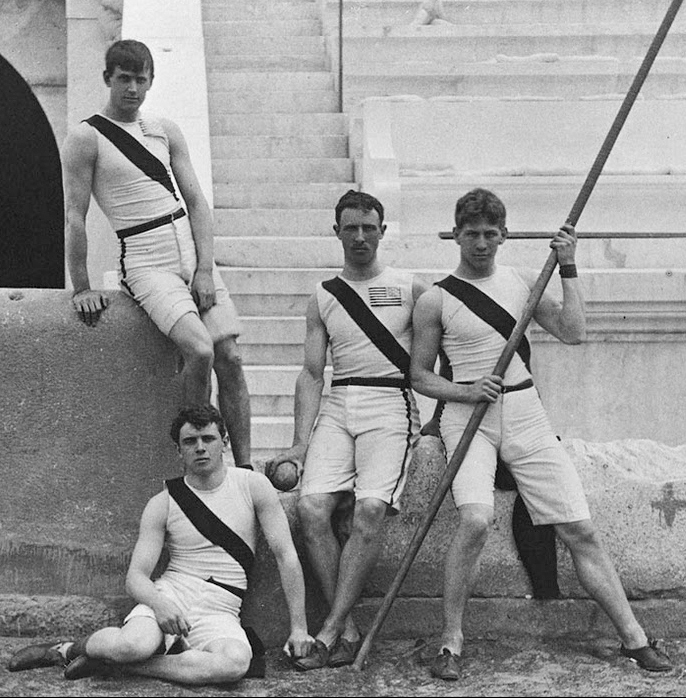
Gli atleti della Princeton University; a destra, Albert Tyler

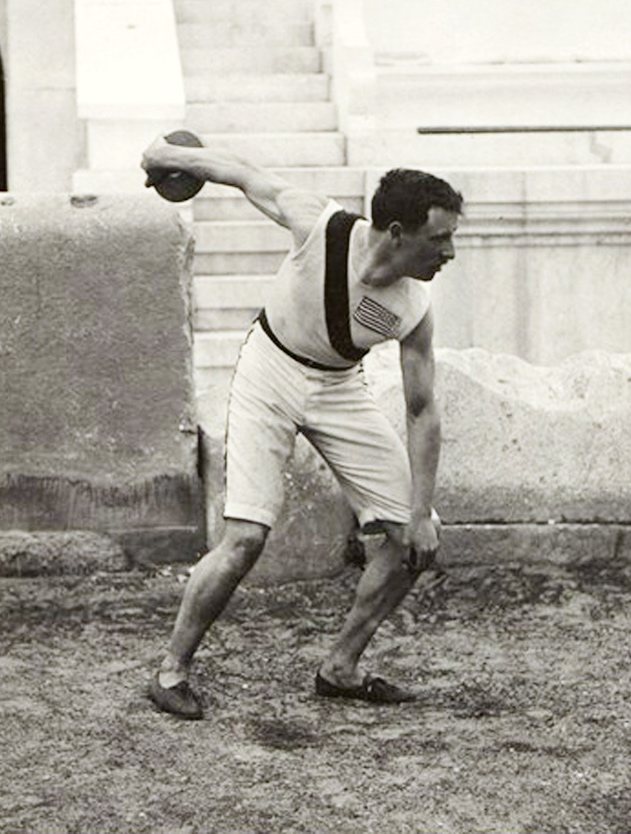
Garrett nel lancio del disco alle Olimpiadi del 1896

| Atleta          | Evento             | Finale      | Finale      |
| Atleta          | Evento             | Risultato   | Classifica  |
| --------------- | ------------------ | ----------- | ----------- |
| Tom Burke       | 100 metri piani    | 12"0        |             |
| Frank Lane      | 100 metri piani    | 12"6        |             |
| Thomas Curtis   | 100 metri piani    | 12"2        | 1º turno    |
| Thomas Curtis   | 110 metri ostacoli | 17"6        |             |
| Bill Hoyt       | 110 metri ostacoli | Sconosciuto | Sconosciuto |
| Tom Burke       | 400 metri piani    | 54"2        |             |
| Herbert Jamison | 400 metri piani    | 55"2        |             |
| Arthur Blake    | 1500 metri         | 4'34"0      |             |
| Arthur Blake    | Maratona           | Sconosciuto | ritirato    |
| Ellery Clark    | Salto in lungo     | 6,35 m      |             |
| Bob Garrett     | Salto in lungo     | 6,00 m      |             |
| James Connolly  | Salto in lungo     | 5,84 m      |             |
| James Connolly  | Salto triplo       | 13,71 m     |             |
| Ellery Clark    | Salto in alto      | 1,81 m      |             |
| James Connolly  | Salto in alto      | 1,65 m      |             |
| Bob Garrett     | Salto in alto      | 1,65 m      |             |
| Bill Hoyt       | Salto con l'asta   | 3,30 m      |             |
| Albert Tyler    | Salto con l'asta   | 3,20 m      |             |
| Bob Garrett     | Getto del peso     | 11,22 m     |             |
| Ellery Clark    | Getto del peso     | Sconosciuto | Sconosciuto |
| Bob Garrett     | Lancio del disco   | 29,15 m     |             |

### Nuoto
| Atleta           | Evento                  | Finale      | Finale      |
| Atleta           | Evento                  | Tempo       | Classifica  |
| ---------------- | ----------------------- | ----------- | ----------- |
| Gardner Williams | 100 metri stile libero  | Sconosciuto | Sconosciuto |
| Gardner Williams | 1200 metri stile libero | Sconosciuto | Sconosciuto |

### Tiro a segno
| Atleta            | Evento              | Finale      | Finale      |
| Atleta            | Evento              | Punteggio   | Classifica  |
| ----------------- | ------------------- | ----------- | ----------- |
| John Paine        | Rivoltella militare | 442         |             |
| Sumner Paine      | Rivoltella militare | 380         |             |
| Sumner Paine      | Pistola libera      | 442         |             |
| Charles Waldstein | Carabina militare   | Sconosciuto | Sconosciuto |